# Systembolaget

Logo sieci

Systembolaget – państwowa sieć sklepów mająca w Szwecji monopol na sprzedaż napojów alkoholowych o zawartości alkoholu powyżej 3,5%. Aby zakupić alkohol w Systembolaget, trzeba mieć ukończone 20 lat.
Dostępność sklepów nie jest duża. W całej Szwecji jest ich ok. 430, w Sztokholmie jest ich 22, a w Göteborgu 12. W niedziele wszystkie sklepy są nieczynne.